# Robert Tom
Robert Tom (ur. 6 kwietnia 1978) – vanuacki piłkarz grający na pozycji obrońcy.

## Kariera klubowa
Karierę piłkarską Tom rozpoczął klubie Tafea FC. W jego barwach zdobył w mistrzostwo Vanuatu w 2009.

## Kariera reprezentacyjna
W reprezentacji Vanuatu Tom zadebiutował w 14 czerwca 2008 w zremisowanym 1-1 meczu z Nową Kaledonią w Pucharze Narodów Oceanii 2008, który był jednocześnie częścią eliminacji Mistrzostw Świata 2010. W 2012 po raz drugi uczestniczył w Pucharze Narodów Oceanii, który był jednocześnie częścią eliminacji Mistrzostw Świata 2014.